# Challenger de Pingguo
El Green World ATP Challenger es un torneo profesional masculino de tenis. Pertenece al ATP Challenger Series. Se juega desde el año 2011 sobre pistas duras, en Pingguo, Guangxi, China.

## Palmarés

### Individuales
| Año  | Campeón  | Finalista          | Resultado     |
| ---- | -------- | ------------------ | ------------- |
| 2012 | Go Soeda | Malek Jaziri       | 6–1, 3–6, 7–5 |
| 2011 | Go Soeda | Matthias Bachinger | 6–4, 7–5      |

### Dobles
| Año  | Campeones                           | Finalistas                          | Resultado |
| ---- | ----------------------------------- | ----------------------------------- | --------- |
| 2012 | John Paul Fruttero Raven Klaasen    | Colin Ebelthite Samuel Groth        | 6–4, 6–2  |
| 2011 | Michail Elgin Alexander Kudryavtsev | Harri Heliövaara Jose Rubin Statham | 6–3, 6–2  |